# Stilpnus crassicornis
Stilpnus crassicornis là một loài tò vò trong họ Ichneumonidae.